# Anthonomus rubi
Anthonomus rubi es una especie de gorgojo fitófago del género Anthonomus, categorizada en la tribu Anthonomini, de la subfamilia Curculioninae.

## Distribución
Se distribuye por Reino Unido, Suecia, Alemania, Francia, Polonia, Países Bajos, Noruega, Luxemburgo, Finlandia, Austria, Rusia, Estonia, Dinamarca, Canadá, Italia, Mongolia, Suiza, Eslovaquia, España, Ucrania, Bélgica, Hungría, República Checa, Lituania, Bulgaria, Bielorrusia, Serbia, Croacia e Irlanda.

## Taxonomía
Fue descrita por L. Bedel en 1887.